# Luka Krajnc
 (août 2025).
Luka Krajnc, né le 19 septembre 1994 à Ptuj en Slovénie, est un footballeur international slovène, qui évolue au poste de défenseur central à l'UD Catanzaro.

## Biographie

### Carrière internationale
Luka Krajnc compte trois sélections avec l'équipe de Slovénie depuis 2015. 
Il est convoqué pour la première fois en équipe de Slovénie par le sélectionneur national Srečko Katanec, pour un match amical contre le Qatar le 30 mars 2015. Il entre à la 65e minute de la rencontre, à la place de Dominic Maroh. Le match se solde par une défaite 1-0 des Slovènes.

## Palmarès
- NK Maribor
  - Champion de Slovénie en 2011.

- Cagliari Calcio
  - Champion de Serie B en 2016.